# 관우회
관우회는 회원 상호간 친목과 복리증진을 도모하고 관광사업 발전을 위한 조사연구와 지원을 목적으로 1991년 9월 10일 설립된 대한민국 문화체육관광부 소관의 사단법인이다. 사무실은 서울특별시 서초구 서초동 1566-8 정원빌딩 6층 (우: 137-073)에 있다.

## 주요 사업
- 관광사업을 위한 조사연구
- 관우회 통신 및 회원수첩 발간